# Calle Viana (San Cristóbal de La Laguna)
La calle Viana, antigua calle El Pino, es una vía del centro histórico de la ciudad tinerfeña de San Cristóbal de La Laguna (Canarias, España), declarado Patrimonio de la Humanidad por la Unesco en 1999. Esta calle, que desemboca en la Plaza del Cristo, fue una de las primeras del casco en ser peatonal.